# Take One

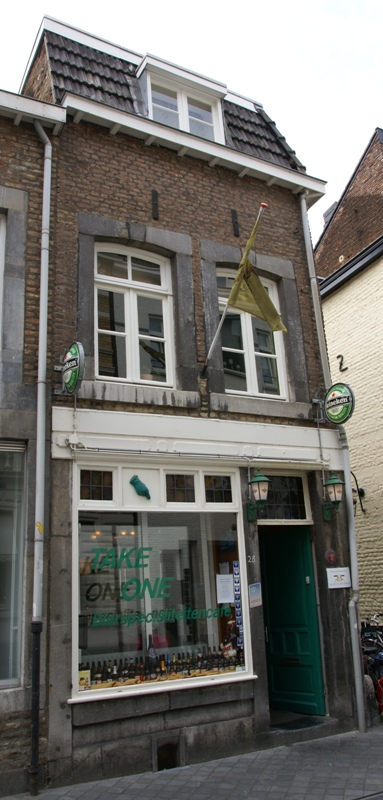
Het café in 2010

Take One was een bekend speciaalbierencafé in de Nederlandse stad Maastricht, gelegen in het stadsdeel Wyck. Het café was gevestigd in een 18e-eeuws rijksmonument op de hoek van de Rechtstraat en de Wycker Heidenstraat. Na 35 jaar sloot het café op 23 juni 2018 permanent zijn deuren.
Take One opende in 1983 in een pand dat toen al een lange geschiedenis als café achter de rug had. Mede-eigenaar Peet Seerden was een van de weinige zythologen in Nederland. Het café had vele jaren een vermelding in de Lonely Planet en andere reisgidsen.
Take One onderscheidde zich vanwege de honderden speciale bieren die het café aanbood. Deze bieren kwamen meestal uit België, soms uit Nederland en sporadisch uit andere landen. Opvallend was dat juist de gangbare en in Nederland bekende Belgische biersoorten over het algemeen niet werden geserveerd. Daarentegen werden wel bieren aangeboden van kleinere en vaak minder bekende brouwerijen. Ook werden onbekende bieren aangeboden van bekende brouwerijen. Een voorbeeld hiervan was het bier "Groene Duvel" van Brouwerij Duvel Moortgat.